# Клоуз (мис)
Мис Клоуз (англ. Cape Close) — мис на узбережжі Землі Ендербі, Антарктида.

## Географія

### Розташування
Мис Клоуз лежить в Антарктиді на узбережжі Землі Ендербі, за 30 морських миль (60 км) на захід від мису Баттербі.

## Історія

### Назва
Його відкрила Британсько-австралійсько-новозеландська антарктична дослідницька експедиція 1929—1931 років під керівництвом Моусона, який назвав його на честь сера Чарльза Клоуза, президента Королівського географічного товариства у 1927—1930 роках.